# Sungai Raya (Rengat)
Sungai Raya is een bestuurslaag in het regentschap Indragiri Hulu van de provincie Riau, Indonesië. Sungai Raya telt 1385 inwoners (volkstelling 2010).